# FORMAT.COM

Formatieren einer Diskette mit Hilfe von format.com auf einem Windows-NT-Betriebssystem

| QS-Informatik | Dieser Artikel wurde wegen inhaltlicher Mängel auf der Qualitätssicherungsseite der Redaktion Informatik eingetragen. Dies geschieht, um die Qualität der Artikel aus dem Themengebiet Informatik auf ein akzeptables Niveau zu bringen. Hilf mit, die inhaltlichen Mängel dieses Artikels zu beseitigen, und beteilige dich an der Diskussion! (+) Begründung: Überarbeitung notwendig, Quellen notwendig. ‣Andreas•⚖ 13:50, 14. Apr. 2025 (CEST) |

FORMAT.COM, in Windows NT format.com, ist ein Kommandozeilenprogramm, das auf DOS-PCs, allen voran zum IBM PC kompatible Computer mit zu MS-DOS kompatiblem DOS, sowie den Betriebssystemen OS/2 sowie Windows mitgeliefert wurde und dazu dient, ein Speichermedium (meist eine Diskette oder eine Festplatte) auf der Kommandozeile oder der Eingabeaufforderung zu formatieren.
Dabei führt es im Allgemeinen nur eine einfache Formatierung durch, d. h. nicht die gesamte Festplatte wird überschrieben, sondern lediglich die Strukturen des Dateisystems FAT (bzw. bei NTFS auch der MFT) werden geleert (Parameter /P veranlasst ein Komplett-Überschreiben, in älteren Versionen /U). Außerdem überprüft FORMAT.COM das gesamte Laufwerk, dies lässt sich jedoch durch eine Schnellformatierung (Parameter /Q) überspringen. Unter DOS kann man zusätzlich mit dem Parameter /S veranlassen, dass die DOS-Systemdateien auf das Laufwerk kopiert werden und es mit einem VBR als Bootsektor versehen wird (was vor allem für Startdisketten sinnvoll ist).

## Unterstützte Medien und Dateisysteme
Unter MS-DOS/PC DOS konnte FORMAT.COM, je nach DOS-Version, alle gängigen 5,25″- und 3,5″-Diskettentypen (mit FAT12) sowie Festplatten (mit FAT16) formatieren. Ab Windows 95B wird auch das FAT32-Dateisystem unterstützt. Unter Windows-NT-basierten Version bis Windows 2000 unterstützte FORMAT.COM auch NTFS- und HPFS-Datenträger sowie Floptical-Laufwerke mit einer Kapazität von 21 MB. Ab Windows XP wurde der Funktionsumfang stark reduziert, so werden nur noch 3,5″-Disketten mit einer Kapazität von 1,44 MB unterstützt und auch die Möglichkeit zur Formatierung von HPFS-Laufwerken wurde entfernt.
Auf Disketten führt FORMAT.COM eine Low-Level-Formatierung durch, es werden hierbei Spur- und Sektorinformationen geschrieben. Auf Festplatten wird nur eine High-Level-Formatierung durchgeführt.
Andere DOS-Versionen, etwa DR-DOS oder FreeDOS, sind an MS-DOS angelehnt und bieten daher ein sehr ähnliches FORMAT.COM-Kommando, das in neueren Versionen ebenfalls FAT32 unterstützt.

## Trivia
Der Befehl format c:, der das Systemlaufwerk formatiert, hat Eingang in die Netzkultur gefunden und ist dort berühmt wie unter Linux-Benutzern das Kommando rm -rf /, da er unwiderruflich das System zerstört. Auf NT-basierten Betriebssystemen ist dies nicht mehr möglich, da diese die Festplatte sperren und dadurch eine Formatierung verhindern.